# Perkussion (Musik)

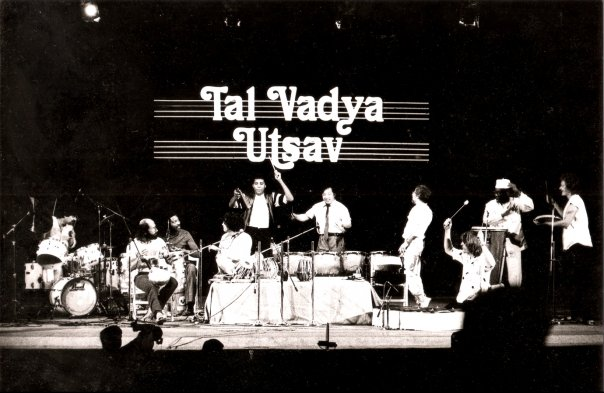
Konzert mit unterschiedlichen Perkussionsinstrumenten beim Tal Vadya Utsav (Veranstaltungsreihe für internationale Perkussionsmusik in Indien) mit Trilok Gurtu, Atilla Engin, Zakir Hussain, Okay Temiz, Peter Giger, Babatunde Olatunji, N.N. (von links nach rechts)

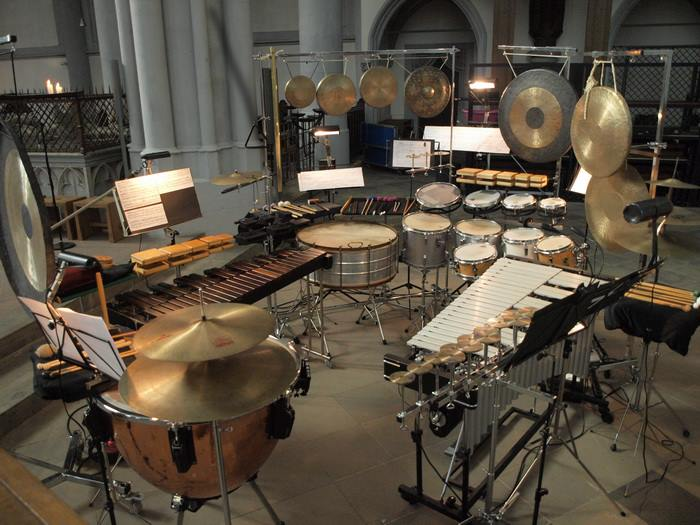
Perkussionsinstrumente

Perkussion (englisch Percussion von lateinisch percussio „Schlagen“, „Takt“, von percutere, „schlagen“) ist der Oberbegriff für das Spiel aller Musikinstrumente aus dem Bereich der Schlag- und Effektinstrumente. Perkussion, ausgehend vom Händeklatschen, gehört zu den ältesten Formen des Musizierens.
In der modernen populären Musik sowie im Schlagwerk eines klassischen Orchesters werden die Perkussionsinstrumente unabhängig von ihrer Herkunft oder kulturellen Bedeutung kombiniert.

## Unterscheidungen
Im allgemeinen Sprachgebrauch der Pop- und Rockmusik wird zwischen dem „Schlagzeug“ (drum set) und der „sonstigen Perkussion“ (Latin-, African-, Orientpercussion u. v. a.) unterschieden. Diese Unterscheidung entbehrt einer objektiven Grundlage, da das Schlagzeug eine Zusammenstellung verschiedener Perkussionsinstrumente ist, die von Musikrichtung zu Musikrichtung stark variieren kann. Allerdings erfordern Conga, Bongos, Timbales und Maracas, um einige wichtige Perkussionsinstrumente zu nennen, spezielle Schlag- oder Spieltechniken, die ein Schlagzeuger (im engeren popularmusikalischen Sinn) nicht immer beherrscht – und umgekehrt. Zudem muss jedes der Instrumente (Schlagzeug und Perkussion) mit einer Person besetzt sein, wenn sie gleichzeitig erklingen sollen.

## Perkussive Effekte
Perkussive Effekte lassen sich auch auf nicht primär dafür konzipierten Instrumenten erzeugen. Sie werden insbesondere in der Musik seit dem 20. Jahrhundert als spezielle Ausdrucksmittel eingesetzt. Sie können beispielsweise durch Klappenschlagen bei Blasinstrumenten oder Klopfen mit dem Holz des Bogens auf den Korpus von Streichinstrumenten erzeugt werden. Auch bei Zupfinstrumenten wie der Gitarre werden sie etwa im Jazz durch Klopfen, Schlagen oder Tippen auf den Korpus ausgeführt (zur Vorbeugung gegen Schäden oft mittels kleiner Holzplättchen, welche ebenfalls zu einem perkussiven Klang führen). Auch ein Präpariertes Klavier kann zur Schaffung perkussiver Effekte eingesetzt werden.
Die vokale Nachahmung der Perkussion im Hip-Hop oder im modernen A-cappella-Gesang von Vokalensembles nennt man Vocal Percussion oder Beatboxing.
Einige Vogelarten, etwa Spechte, können Perkussionslaute hervorbringen.

## Instrumente (Auswahl)

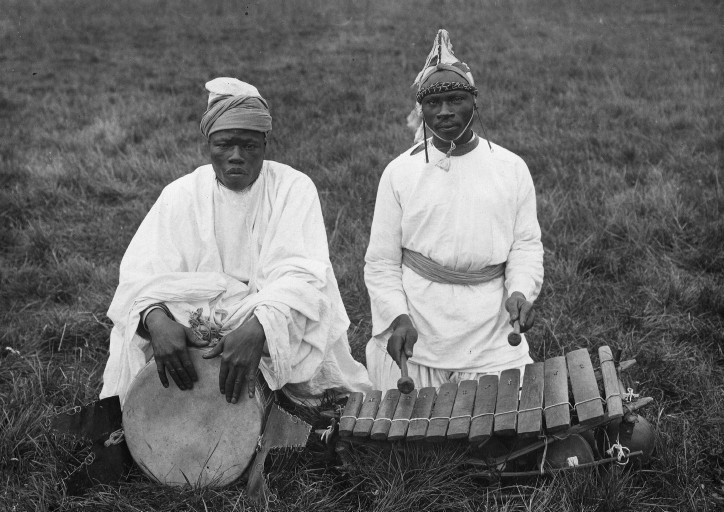
Djembé (Bechertrommel) und Balafon (Xylophon) der Susu von Guinea. Vor 1931

- Axatse
- Bodhrán
- Bongos
- Cabasa
- Cajón
- Conga
- Chimes
- Davul
- Darbuka
- Djembé
- Ghatam
- Gong
- Kanjira
- Löffel
- Marimba
- Mridangam
- Shékere
- Tabla
- Taiko
- Tamburin
- Tamtam
- Timbales